# Reunion (Tazenda)
Reunion è un album dal vivo dei Tazenda, pubblicato il 1º giugno 2006 dalla Tronos.
Il titolo "Reunion" sta nel fatto che nel gruppo tornò momentaneamente lo storico cantante Andrea Parodi che si riunì ai suoi vecchi amici per alcuni concerti, e per incidere quello che sarà il suo ultimo album per i Tazenda.

## Il disco
Questo live mostra un provato Andrea Parodi che, nonostante l'avanzare progressivo della sua grave malattia, dimostra di avere ancora la forza e la passione di un tempo per il canto.
Nell'album è presente anche una traccia studio, una rivisitazione della canzone E sarà natale, già apparsa in ¡¡¡Bum-Ba!!! un anno prima, con l'aggiunta all'inizio di essa della voce del loro vecchio amico.
Per quanto riguarda la parte live, che ha come introduzione la breve Desvelos, figurano grandi classici come Carrasecare e Pitzinnos in sa gherra, insieme a canzoni che ricordano quando i Tazenda mossero i primi passi come A sa zente (nella quale si spiega che fu la prima canzone che scrissero insieme) e Chelu nieddu. Presente anche Armentos, l'unica canzone dell'album non incisa dai Tazenda, ma cantata spesso da Andrea Parodi nel suo periodo solista. Nell'album suona anche Marco Camedda, figlio di Gigi.

## Tracce
Testi e musiche di Gino Marielli, eccetto dove indicato.
1. Desvelos – 4:09
2. Carrasecare – 5:50 (testo: Gino Marielli, Marras)
3. Un alenu 'e Sole – 4:55
4. A sa zente – 4:36 (testo: Gino Marielli, Virdis)
5. Pitzinnos in sa gherra – 4:18 (testo: Gino Marielli, De André)
6. Chelu nieddu – 6:00
7. Sa festa – 4:37
8. Armentos – 5:05
9. Mamoiada – 6:00
10. Nanneddu (lettera a Nanni Sulis) – 4:33 (testo: Mereu)
11. Carrasecare (presentazione) – 2:37
12. E sarà Natale – 4:10

## Formazione
Tazenda
- Andrea Parodi – voce
- Gigi Camedda – tastiera, voce secondaria
- Gino Marielli – chitarra solista, voce secondaria

Altri musicisti
- Massimo Cossu – chitarra ritmica
- Gianluca Corona – chitarra ritmica
- Alessandro Canu – batteria
- Cristiano Caria – basso
- Marco Camedda – tastiera